# 詹姆斯·V·拉夫爾提
詹姆斯·V·拉夫爾提（英語：James V. Lafferty，全名James Vincent de Paul Lafferty, Jr.，1856年—1898年）是一名愛爾蘭裔美國發明家，他最著名的是建造了大象露西、大象巨人和Old Dumbo的建築物。他出生於賓夕凡尼亞州的費城，父母是愛爾蘭人，他在1882年12月5日獲得專利號碼268503，以保護他原創發明和任何動物形狀的建築物。
拉夫爾提在1887年破產，他被迫出售露西（原名為「大象雜貨店」〔Elephant Bazaar〕）。他於1898年去世，被埋葬在費城的聖奧古斯丁天主教堂的墓地。

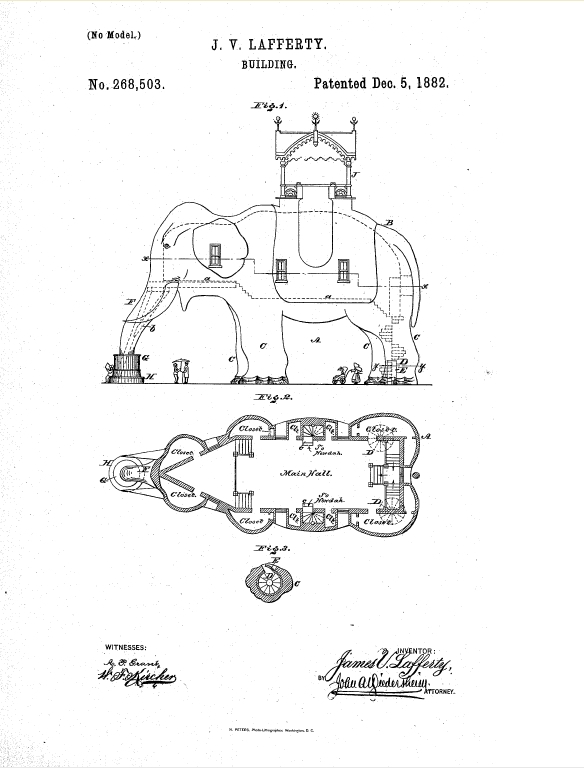
拉夫爾提的

## 外部連結
- Official 'Lucy' website （页面存档备份，存于）